# Zygmunt Goławski
Zygmunt Michał Goławski (ur. 11 grudnia 1924 w Gołaszynie, zm. 9 marca 2021) – polski wojskowy i działacz społeczny, żołnierz NSZ, działacz opozycji antykomunistycznej, Sybirak.

## Życiorys
W 1942 ukończył Zasadniczą Szkołę Rzemieślniczą. Prowadził zakład szklarski. Od 1942 do 1944 był kwatermistrzem oddziału Narodowych Sił Zbrojnych. W 1944 został aresztowany przez Sowietów. Był więziony w Siedlcach, a następnie został wywieziony do obozu w Borowiczach. W 1946 wrócił do Polski.
W latach 60. drukował katolickie wydawnictwa bezdebitowe. W 1963, 1967 i 1969 za działalność opozycyjną był osadzany w areszcie – za każdym razem na trzy miesiące. Był uczestnikiem Ruchu Obrony Praw Człowieka i Obywatela. W 1977 wraz z Janem Mizikowskim współtworzył Siedlecko-Podlaską Grupę Ludowo-Narodową, która w 1978 przeprowadziła akcję ulotkową wzywającą do bojkotu wyborów do Rad Narodowych. W 1978 założył (wraz z Mizikowskim i Stanisławem Karpikiem) Podlaski Komitet Samoobrony Ludzi Wierzących, w ramach którego prowadził działalność samokształceniową, organizując spotkania z politykami opozycyjnymi (m.in. Wiesławem Chrzanowskim, Aleksandrem Hallem, Leszkiem Moczulskim, Janem Olszewskim, Władysławem Siłą-Nowickim i Wojciechem Ziembińskim).
1 września 1979 jego grupa weszła w skład Konfederacji Polski Niepodległej, a on sam został członkiem założycielem tej partii (na Akcie Założycielskim KPN podpisany jako „Zygmunt Marowski”). Drukował ulotki Konfederacji Polski Niepodległej, organizował rocznicowe manifestacje polityczne m.in. upamiętniające zbrodnię katyńską i sowiecką agresję z 17 września 1939.
12 listopada 1980 został aresztowany (podobnie jak inni przywódcy KPN w tym czasie). Zwolniono go 12 maja 1981 po ogólnopolskich akcjach protestu organizowanych głównie przez Komitety Obrony Więzionych za Przekonania. 1 listopada 1981 kierował akcją ulotkową na Podlasiu, mająca na celu uwolnienie ponownie aresztowanego Leszka Moczulskiego, Romualda Szeremietiewa i Tadeusza Stańskiego.
31 lipca 1981 razem ze Stefanem Melakiem brał udział w głośnej akcji konspiracyjnej ustawienia w tzw. Dolince Katyńskiej na Cmentarzu Wojskowym na Powązkach pierwszego w Polsce pomnika Ofiar Katynia, który po kilku godzinach został usunięty po interwencji ambasady radzieckiej.
13 grudnia 1981 internowano jego trzech synów, 16 kwietnia 1982 – jego samego. W obozie dla internowanych uruchomił pocztę podziemną. Wyszedł na wolność 24 grudnia 1982. Po powrocie do Siedlec wraz synami wydawał odbijane na powielaczu odezwy sygnowane "Ruch Niepodległościowy na Podlasiu". W 1985, po opuszczeniu KPN, wraz z Romualdem Szeremietiewem i Tadeuszem Stańskim założył Polska Partię Niepodległościową.
W 1989 był inicjatorem utworzenia Związku Sybiraków w Siedlcach. Przed wyborami parlamentarnymi w 1989 zorganizował Chrześcijańsko-Narodowy Komitetu Wyborczy, konkurencyjny wobec Komitetu Obywatelskiego. W tym samym roku wstąpił do Stronnictwa Narodowego. W 1990 współtworzył Związek Żołnierzy Narodowych Sił Zbrojnych.
W wyborach do Parlamentu Europejskiego w 2014 był kandydatem Ruchu Narodowego.
Zmarł 9 marca 2021 w wieku 96 lat. Po nabożeństwie w Katedrze Niepokalanego Poczęcia NMP, której przewodniczył bp Kazimierz Gurda, i ceremonii pogrzebowej spoczął na cmentarzu Centralnym w Siedlcach. W uroczystościach wzięło udział wojsko, przedstawiciele parlamentu, władz lokalnych i organizacji społecznych, a także prezes IPN oraz dyrektor Oddziału IPN w Lublinie oraz liczna grupa siedlczan. Kancelaria Prezydenta RP opublikowała list Andrzeja Dudy z przypomnieniem wybitnych patriotycznych zasług oraz z wyrazami współczucia dla rodziny i uczestników uroczystości pogrzebowych.

## Odznaczenia i wyróżnienia
W 1993 został odznaczony Krzyżem Partyzanckim, w 1995 Orderem Św. Stanisława, w 1999 odznaką „Zasłużony Działacz Kultury”, w 2003 Krzyżem Narodowego Czynu Zbrojnego. Uhonorowany Krzyżem Zesłańców Sybiru.
3 maja 2007, za wybitne zasługi dla niepodległości Rzeczypospolitej Polskiej, za działalność na rzecz przemian demokratycznych, za osiągnięcia w podejmowanej z pożytkiem dla kraju pracy zawodowej i działalności społecznej, został odznaczony też Krzyżem Komandorskim Orderu Odrodzenia Polski.
W 2012 otrzymał nagrodę Kustosz Pamięci Narodowej. W tym samym roku z okazji 70-lecia Narodowych Sił Zbrojnych otrzymał z rąk szefa Urzędu ds. Kombatantów i Osób Represjonowanych Medal Pro Patria
W maju 2018 roku otrzymał awans na stopień majora w stanie spoczynku oraz został odznaczony Złotym Medalem za Zasługi dla Obronności Kraju. Także w 2018 r. Prezydent RP odznaczył go Krzyżem Wolności i Solidarności. Decyzją MON Zygmunt Goławski został pośmiertnie awansowany o dwa stopnie na pułkownika. 